# Périgueux
Périgueux er en mindre fransk provinsby. Den er hovedsæde i departementet Dordogne.